# Hoya edanoi
Hoya edanoi är en oleanderväxtart som beskrevs av C.M. Burton. Hoya edanoi ingår i släktet Hoya och familjen oleanderväxter. Inga underarter finns listade i Catalogue of Life.